# Inscripciones de Bolnisi

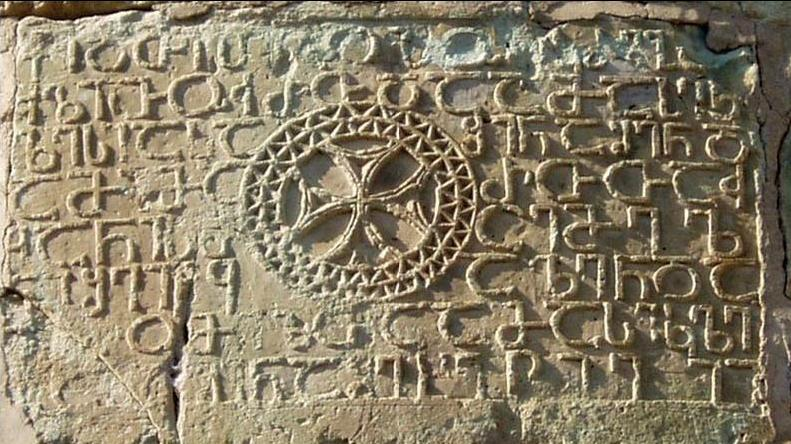
Inscripción 1. En el centro hay una cruz patada, llamada cruz de Bolnisi.

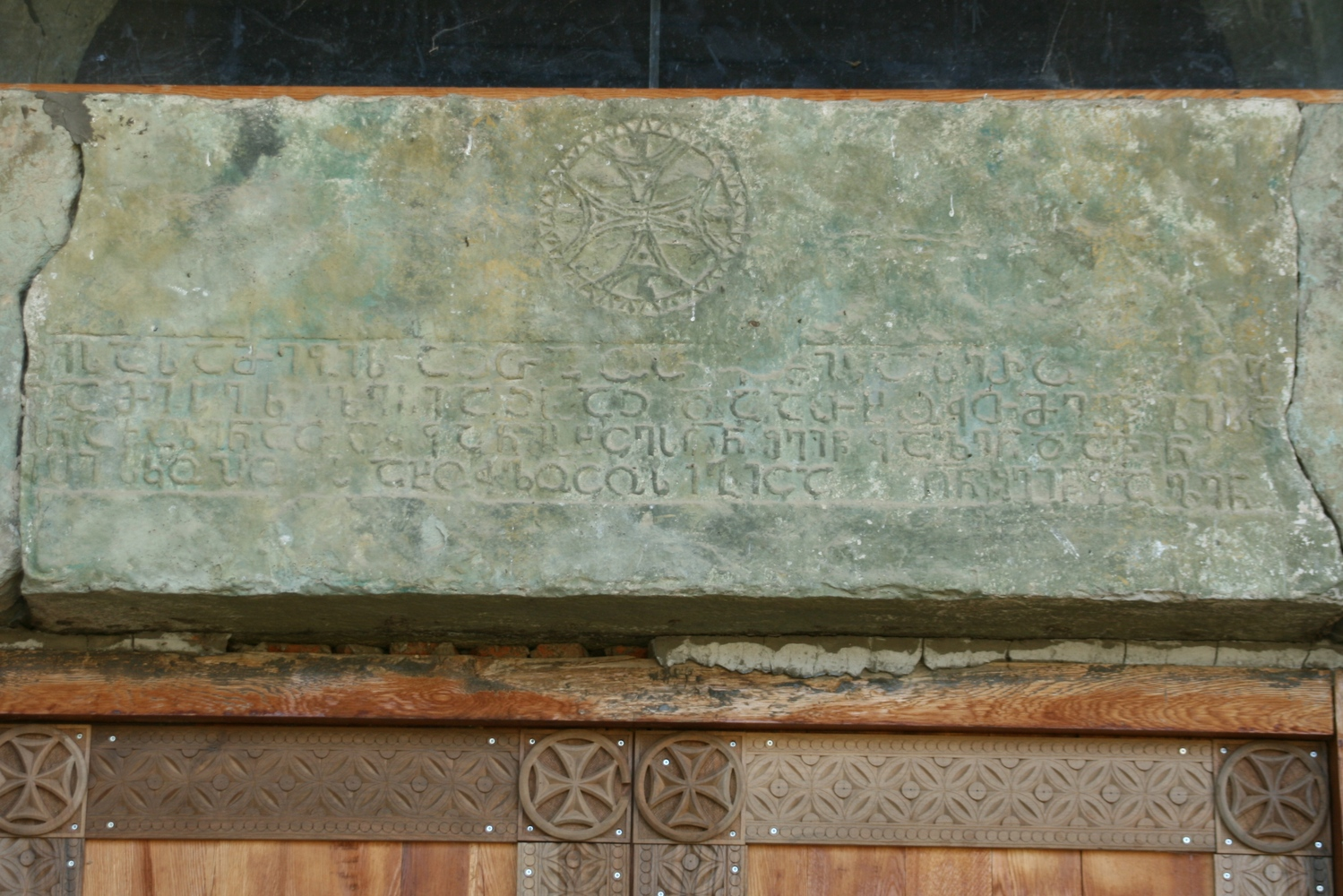
Inscripción 2.

Las inscripciones de Bolnisi (en georgiano, ბოლნისის წარწერები Bolnisi ts'arts'erebi) son dos inscripciones hechas en la modalidad asomtavruli del alfabeto georgiano que están datadas en el año 494 d. C. y se hallan en la catedral Bolnisi Sioni, de la ciudad de Bolnisi, en la región de Kvemo Kartli, en Georgia. Estas inscripciones son, junto con las de Bir el-Qutt en Palestina, los testimonios más antiguos de escritura georgiana.
| Georgiano | Trascripción | Español |
| --- | --- | --- |
| ႵႤႣႧႤႮႨႱႩႭႮႭႱႨႩႰႤႡႭ ჃႪႨႧႭჃႰႧႣႠႠႫႠႱႤႩ ႪႤႱႨႠႱႠ [Cruz de Bolnisi] ႸႨႬႠႸႤႬႣ ႠႫႨႫႠ [Cruz de Bolnisi] ႰႧႧႠჃ ႷႠႬႨႱႫ [Cruz de Bolnisi] ႺႤႫႤႪ ႬႨႸႤႨႼႷ [Cruz de Bolnisi] ႠႪႤႬႣႠ ႫႸႰႭႫႤႪႧႠႠႫႠႱႤႩႪႤ ႱႨႠႱႠႸႨႬႠႸႤႾႤႼႨႤ ႨႨ | k[rist']ed[avi]tep'isk'op'osik'reb uliturtdaamasek' lesiasa - shinashend amima - rttavi q'anism - tsemel nisheits'q' - alenda mshromeltaamasek'le siasashinashekhets'ie. ii | Jesucristo, ten piedad del obispo David y de aquellos que construyeron esta iglesia para adorarte. |
| ႨႱႠႱႠႫႤႡႨႱ ႠჂႧႠႭႺ ႼႪႨႱႠႮႤႰႭႦႫႤႴ ႠႫႨႱႤႩ ႪႤႱႨႠჂႱႠჂ ႣႠႠႧႾႭჃႧႫႤႲႼႪႨႱ ႬႠႵႠႸႨႬႠႧႠჃႷႠႬႨႱႾႺႤႱႶႬႸႤႨႼႷႠႪႤႬႣႠႥႨႬႠ ႮႨႱႩႭႮႭႱႱႠႾႭჃႪႭႺႭႱႨႢႨႺႠႶႬႸႤႨႼႷႠႪႤ                                                                    | isasamebis aytaots ts'lisap'erozmep amisek' lesiaysay daatkhutmet'ts'lis nakashinataviq'aniskhtsesghnsheits'q'alendavina p'isk'op'ossakhulotsosigitsaghnsheits'q'ale        | Con la misericordia de la Trinidad, a los veinte años del reinado del rey Peroz se construyó esta iglesia y quince años después se completó. Dios tenga piedad de quienes le muestran reverencia aquí y del constructor de esta iglesia el obispo David y de quienes oran a ti, oh Dios ten piedad, amén. |